# Pteroptrix fidalgoi
Pteroptrix fidalgoi is een vliesvleugelig insect uit de familie Aphelinidae. De wetenschappelijke naam is voor het eerst geldig gepubliceerd in 2004 door Kim & Triapitsyn.